# Prva hrvatska košarkaška liga 2013-2014
La Prva hrvatska košarkaška liga 2013-2014 fu la 23ª edizione del massimo campionato croato di pallacanestro maschile. Il titolo andò, per la prima volta nella storia della pallacanestro croata, al Cedevita che nella finale al meglio delle 5 gare sconfisse i detentori nonché concittadini del Cibona Zagabria con il netto punteggio di 3 a 0.

## Formula
Tre le novità rispetto alla passata edizione del torneo: torna a disputare la Regular season il Spalato, retrocesso dalla Lega Adriatica. Il neopromosso Građanski Šibenik prende il posto del Dubrovnik, retrocesso in A2 Liga mentre ha rinunciato all'iscrizione l'Osječki sokol.
Il format prevede la disputa di una Regular season fra 10 squadre con gare di andata e ritorno per un totale di 18 giornate. Al termine della Regular season, le prime 5 classificate (unitamente alle 3 formazioni croate impegnate nella ABA Liga 2013-2014) accedono alla Poule Scudetto (gare di andata e ritorno per un totale di 14 giornate) che determinerà le 4 formazioni che si contenderanno il titolo ai Playoff. Le squadre piazzatesi dal sesto al decimo posto al termine della Regular season disputano invece la Poule Retrocessione (gare di andata e ritorno per un totale di 10 giornate) portando in dote i risultati ottenuti negli scontri diretti. L'ultima classificata della Poule Retrocessione disputa uno spareggio con la seconda classificata della Poule Promozione di A2 Liga.

## Risultati

### Stagione regolare

#### Prima fase
|     | Squadra              | Pt. | G  | V  | P  | PF  | PS  | Diff. |
| --- | -------------------- | --- | -- | -- | -- | --- | --- | ----- |
| 1.  | KK Zagabria          | 31  | 18 | 13 | 5  | 811 | 755 | +56   |
| 2.  | Građanski Šibenik    | 30  | 18 | 12 | 6  | 790 | 777 | +13   |
| 3.  | Kvarner 2010         | 30  | 18 | 12 | 6  | 791 | 691 | +100  |
| 4.  | Alkar                | 30  | 18 | 12 | 6  | 786 | 716 | +70   |
| 5.  | Jolly Šibenik        | 29  | 18 | 11 | 7  | 776 | 709 | +67   |
| 6.  | Zabok                | 29  | 18 | 11 | 7  | 795 | 718 | +77   |
| 7.  | Spalato              | 27  | 18 | 9  | 9  | 770 | 878 | -108  |
| 8.  | Vrijednosnice Osijek | 22  | 18 | 4  | 14 | 713 | 770 | -57   |
| 9.  | Križevci             | 22  | 18 | 4  | 14 | 787 | 886 | -99   |
| 10. | Brod                 | 20  | 18 | 2  | 16 | 683 | 802 | -119  |

#### Seconda fase
|    | Squadra           | Pt. | G  | V  | P  | PF   | PS   | Diff. |
| -- | ----------------- | --- | -- | -- | -- | ---- | ---- | ----- |
| 1. | Cedevita          | 27  | 14 | 13 | 1  | 1252 | 1014 | +238  |
| 2. | Cibona Zagabria   | 26  | 14 | 12 | 2  | 1219 | 1025 | +194  |
| 3. | Zara              | 24  | 14 | 10 | 4  | 1168 | 1024 | +144  |
| 4. | Jolly Šibenik     | 19  | 14 | 5  | 9  | 1010 | 1091 | -81   |
| 5. | Alkar             | 19  | 14 | 5  | 9  | 1019 | 1130 | -111  |
| 6. | KK Zagabria       | 18  | 14 | 4  | 10 | 1106 | 1205 | -99   |
| 7. | Kvarner 2010      | 18  | 14 | 4  | 10 | 962  | 1098 | -136  |
| 8. | Građanski Šibenik | 17  | 14 | 3  | 11 | 983  | 1132 | -149  |

#### Poule retrocessione
Girone retrocessione
|    | Squadra              | Pt. | G  | V  | P  | PF   | PS   | Diff. | Qualificazione          |
| -- | -------------------- | --- | -- | -- | -- | ---- | ---- | ----- | ----------------------- |
| 1. | Zabok                | 28  | 16 | 12 | 4  | 1353 | 1143 | +210  |                         |
| 2. | Spalato              | 25  | 16 | 9  | 7  | 1338 | 1331 | +7    |                         |
| 3. | Križevci             | 24  | 16 | 8  | 8  | 1261 | 1343 | -82   |                         |
| 4. | Vrijednosnice Osijek | 23  | 16 | 7  | 9  | 1255 | 1246 | +9    |                         |
| 5. | Brod                 | 20  | 16 | 4  | 12 | 1203 | 1347 | -144  | spareggio retrocessione |

Girone promozione
|    | Squadra  | Pt. | G | V | P | PF | PS | Diff. | Qualificazione      |
| -- | -------- | --- | - | - | - | -- | -- | ----- | ------------------- |
| 1. | Kaštela  | 15  | 8 | 7 | 1 | 0  | 0  | 0     | promossa in A1 Liga |
| 2. | Gorica   | 14  | 8 | 6 | 2 | 0  | 0  | 0     |                     |
| 3. | Škrljevo | 13  | 8 | 5 | 3 | 0  | 0  | 0     |                     |
| 4. | Borovo   | 9   | 8 | 1 | 7 | 0  | 0  | 0     |                     |
| 5. | Grafičar | 9   | 8 | 1 | 7 | 0  | 0  | 0     |                     |

Spareggio promozione/retrocessione
| Squadra 1 | Totale  | Squadra 2 | Andata | Ritorno |
| --------- | ------- | --------- | ------ | ------- |
| Gorica    | 134-150 | Brod      | 76-75  | 58-75   |

### Playoff

#### Tabellone
|  | Semifinali | Semifinali      | Semifinali |                 |    | Finale   | Finale | Finale |  |
|  |            |                 |            |                 |    |          |        |        |  |
|  | 1.         | Cedevita        | 2          |                 |    |          |        |        |  |
|  | 1.         | Cedevita        | 2          |                 |    |          |        |        |  |
|  | 4.         | Jolly Šibenik   | 0          |                 |    |          |        |        |  |
|  | 4.         | Jolly Šibenik   | 0          |                 | 1. | Cedevita | 3      |        |  |
|  |            |                 |            |                 | 1. | Cedevita | 3      |        |  |
|  |            |                 | 2.         | Cibona Zagabria | 0  |          |        |        |  |
|  | 2.         | Cibona Zagabria | 2.         | Cibona Zagabria | 0  | 2        |        |        |  |
|  | 2.         | Cibona Zagabria |            |                 |    |          |        |        |  |
|  | 3.         | Zara            | 0          |                 |    |          |        |        |  |

#### Semifinali
| Squadra 1       | Totale | Squadra 2     | Gara 1 | Gara 2 | Gara 3 |
| --------------- | ------ | ------------- | ------ | ------ | ------ |
| Cedevita        | 2 - 0  | Jolly Šibenik | 77-53  | 75-54  |        |
| Cibona Zagabria | 2 - 0  | Zara          | 87-81  | 90-86  |        |

#### Finale
| Squadra 1 | Totale | Squadra 2       | Gara 1 | Gara 2 | Gara 3 | Gara 4 | Gara 5 |
| --------- | ------ | --------------- | ------ | ------ | ------ | ------ | ------ |
| Cedevita  | 3 - 0  | Cibona Zagabria | 84-76  | 69-61  | 87-76  |        |        |

| Prva hrvatska košarkaška liga 2013-2014 |
| --------------------------------------- |
| Cedevita 1º titolo                      |

## Squadra vincitrice
| N° | Naz.                            | Ruolo | Sportivo        |      | Alt. |  |
| -- | ------------------------------- | ----- | --------------- | ---- | ---- |  |
| 0  | Croazia (bandiera)              | A     | Filip Bundović  | 1994 | 205  |  |
| 4  | Croazia (bandiera)              | A     | Lovro Mazalin   | 1997 | 203  |  |
| 5  | Croazia (bandiera)              | C     | Tomislav Zubčić | 1990 | 213  |  |
| 6  | Croazia (bandiera)              | A     | Karlo Lebo      | 1990 | 193  |  |
| 7  | Croazia (bandiera)              | A     | Ivan Ramljak    | 1990 | 203  |  |
| 8  | Croazia (bandiera)              | G     | Luka Pešut      | 1991 | 193  |  |
| 9  | Croazia (bandiera)              | A     | Luka Babić      | 1991 | 201  |  |
| 10 | Croazia (bandiera)              | G     | Ante Delaš      | 1988 | 200  |  |
| 11 | Stati Uniti (bandiera)          | G     | Nolan Smith     | 1988 | 188  |  |
| 13 | Stati Uniti (bandiera)          | G     | Allan Ray       | 1984 | 188  |  |
| 14 | Croazia (bandiera)              | C     | Goran Suton     | 1985 | 209  |  |
| 15 | Croazia (bandiera)              | C     | Miro Bilan      | 1989 | 213  |  |
| 21 | Croazia (bandiera)              | G     | Dorian Jelenek  | 1995 | 200  |  |
| 23 | Bosnia ed Erzegovina (bandiera) | C     | Jusuf Nurkić    | 1994 | 212  |  |
| 24 | Croazia (bandiera)              | A     | Ivo Baltić      | 1991 | 206  |  |
| 33 | Croazia (bandiera)              | G     | Marko Tomas     | 1985 | 196  |  |
| 45 | Croazia (bandiera)              | G     | Marino Baždarić | 1978 | 195  |  |
|    | Croazia (bandiera)              | All.  | Jasmin Repeša   |      |      |  |